# Фінал кубка Англії з футболу 1924
Фінал кубка Англії з футболу 1924 — 49-й фінал найстарішого футбольного кубка у світі. Учасниками фіналу були «Ньюкасл Юнайтед» і «Астон Вілла». Володарем кубкового трофею став «Ньюкасл Юнайтед».

## Шлях до фіналу
| «Ньюкасл Юнайтед» | «Ньюкасл Юнайтед» | «Ньюкасл Юнайтед» | Раунд           | «Астон Вілла»          | «Астон Вілла» | «Астон Вілла»            |
| ----------------- | ----------------- | --- | --------------- | ---------------------- | ------------- | ------------------------ |
| Суперник          | Результат         | Матчі |                 | Суперник               | Результат     | Матчі                    |
| «Портсмут»        | 4—2               | 4—2 на виїзді | Перший раунд    | «Ашингтон»             | 5—1           | 5—1 на виїзді            |
| «Дербі Каунті»    | 11—9              | 2—2 на виїзді, 2—2 вдома (перегравання), 2—2 на нейтральному полі (перегравання), 5—3 на нейтральному полі (перегравання) | Другий раунд    | «Свонсі Сіті»          | 2—0           | 2—0 на виїзді            |
| «Вотфорд»         | 1—0               | 1—0 на виїзді | Третій раунд    | «Лідс Юнайтед»         | 3—0           | 3—0 вдома                |
| «Ліверпуль»       | 1—0               | 1—0 вдома | Четвертий раунд | «Вест-Бромвіч Альбіон» | 2—0           | 2—0 на виїзді            |
| «Манчестер Сіті»  | 2—0               | 2—0 на нейтральному полі                                                                                                  | 1/2 фіналу      | «Бернлі»               | 3—0           | 3—0 на нейтральному полі |

## Матч
| 26 квітня 1924 |

| Ньюкасл Юнайтед       | 2:0      | Астон Вілла |
| --------------------- | -------- | ----------- |
| Гарріс 83' Сеймур 85' | Протокол |             |

| Вемблі, Лондон Глядачів: 91 695 Арбітр: В.Е.Расселл |

|  |  |

|                     |  |                   |  |
|                     |  |                   |  |
| В                   |  | Вільям Бредлі     |  |
| З                   |  | Френк Гадспет (к) |  |
| З                   |  | Біллі Гемпсон     |  |
| ПЗ                  |  | Віллі Гібсон      |  |
| ПЗ                  |  | Чарлі Спенсер     |  |
| ПЗ                  |  | Пітер Муні        |  |
| Н                   |  | Стен Сеймур       |  |
| Н                   |  | Томмі Макдональд  |  |
| Н                   |  | Ніл Гарріс        |  |
| Н                   |  | Біллі Кауен       |  |
| Н                   |  | Джеймс Лоу        |  |
| Головний тренер:    |  |                   |  |
| Відбірковий комітет |  |                   |  |

|                  |  |                 |  |
|                  |  |                 |  |
| В                |  | Томмі Джексон   |  |
| З                |  | Томас Морт      |  |
| З                |  | Томмі Смарт     |  |
| ПЗ               |  | Джордж Блекберн |  |
| ПЗ               |  | Вік Мілн        |  |
| ПЗ               |  | Френк Мосс      |  |
| Н                |  | Артур Доррелл   |  |
| Н                |  | Біллі Вокер (к) |  |
| Н                |  | Лен Кейпевел    |  |
| Н                |  | Біллі Кіртон    |  |
| Н                |  | Дікі Йорк       |  |
| Головний тренер: |  |                 |  |
| Джордж Ремзі     |  |                 |  |